# Unto Ashes
Unto Ashes ist ein New Yorker Musik-Ensemble, das 1997 von Michael Laird und Susanna Melendez gegründet wurde. Aktuell besteht die Band aus den Künstlern Michael Laird, Natalia Lincoln und Mariko.

## Bandmitglieder

### Mariko
Mariko, bürgerlich Sarah M. Newman, ist Sängerin und Violinistin aus New York City und Front-Sängerin von Unto Ashes. Sie absolvierte das Musikstudium an der Juilliard School und der Manhattan School und ist ausgebildet in klassischem Gesang, Violine, Gitarre, Klavier, Bass, Klarinette, Hammered Dulcimer und Perkussion. Weiterhin ist sie Akteurin in dem Rock-Oratorium „Justine's Red“. Hintergrund-Sängerin und Geigerin bei Qntal.

## Diskografie
- Moon Oppose Moon (1999 · Projekt [USA])
- Saturn Return (2001 · Projekt [USA])
- Empty Into White (2003 · Projekt [USA] / Kalinkaland [Deutschland])
- I Cover You With Blood (EP) (2003 · Projekt [USA] / Kalinkaland [Deutschland])
- Grave Blessings (2005 · Projekt [USA] / Kalinkaland [Deutschland])
- Songs For A Widow (2006 · Projekt [USA] / Pandaimonium [Deutschland])
- The Blood Of My Lady (2009 · Projekt [USA])

### Videos
- Palastinalied (2004)  New Yorker

## Live-Konzerte
- 2005: Deutschland-Tour mit Elane
- 2006: Deutschland-Tour mit Qntal